# Vulkan (förlag och bokutgivningsföretag)
För andra betydelser, se Vulcan.
Vulkan (Bookea Vulkan Group AB) är ett svenskt företag för bokutgivningsservice på beställning (books on demand), grundat 2007.
Vulkan tillhandahåller en mängd olika tjänster förknippade med bokutgivning och kallar sig "Nordens största bokutgivare". Det fungerar dock inte som ett traditionellt bokförlag, utan som författare får man mot betalning publicera sina titlar och få dem distribuerade. Författaren får därefter betalt efter antal sålda exemplar. Tjänsten lanserades den 15 november 2007 av Sigge Eklund, Michael Storåkers och Linda Skugge.
Även etablerade författare, journalister och forskare som Linda Skugge, Christina Jutterström, historikern Hans Andersson och sociologen Alf Ronnby har publicerat titlar via Vulkan.

## Lava förlag
Den 11 mars 2014 lanserade Vulkan det nya kompletterande hybridförlaget Lava förlag, vilket i samarbete med författarna ger ut ett urval av böcker inom många olika genrer årligen, det vill säga inte bara trycker beställda böcker som Vulkan.
Lava förlag instiftade hösten 2014 tillsammans med Tidningen Skriva det svenska egenförläggarpriset Selmapriset, som årligen utdelas sedan februari 2015.
Lava förlag har 2024 granskats av Svt och kritiserats för oskäliga avtalsvillkor, samt för att lettiska förläggare och projektledare uppgett svenska namn. Förlaget har tillbakavisat kritiken men medgett att medarbetare arbetat under självvalda alias.